# 페르디난드 마르코스 주니어
페르디난드 "봉봉" 로무알데스 마르코스 주니어(타갈로그어: Ferdinand "Bongbong" Romualdez Marcos Jr., 문화어: 페르디난드 로무알데즈 마르코스, 1957년 9월 13일~)는 필리핀의 정치인이다. 제17대 필리핀의 대통령이다.

## 생애
봉봉 마르코스는 필리핀 제10대 대통령을 지낸 페르디난드 마르코스의 아들로 태어났다.
23세 때 마르코스의 고향인 북일로코스 주의 부주지사를 지낸 이래로 정계에 입문했다. 1986년 페르디난드 마르코스 대통령이 축출되면서 잠시 미국 하와이주로 망명했다가 1991년 귀국한 후 북일로코스 주에서 하원의원으로 당선되었다. 이후 같은 지역에서 북일로코스 주지사와 필리핀 하원의원직을 번갈아 지냈다. 2010년 필리핀 상원의원에 당선되었다.
2016년 필리핀 부통령 선거에서 로드리고 두테르테 대통령 후보의 지지에 힘입어 부통령 후보로 나섰지만 간발의 표 차이로 레니 로브레도에게 패하였다.
2022년 필리핀 대통령 선거에 첫출마해 58.77% 득표율로 필리핀 제17대 대통령에 당선되었다. 같은 해 6월 30일 취임하였다.

## 역대 선거 결과
| 선거명      | 직책명                 | 대수 | 정당          | 득표율 | 득표수       | 결과 | 당락                 |
| ----------- | ---------------------- | ---- | ------------- | ------ | ------------ | ---- | -------------------- |
| 2016년 선거 | 상원의원(필리핀 제1부) | 15대 | 국민당        | 4.43%  | 13,169,634표 | 7위  | 필리핀 상원의원 당선 |
| 2016년 선거 | 필리핀의 부통령        | 14대 | 무소속        | 34.47% | 14,155,344표 | 2위  | 낙선                 |
| 2022년 선거 | 필리핀의 대통령        | 17대 | 필리핀 연방당 | 58.77% | 31,629,783표 | 1위  |                      |

## 같이 보기
- 페르디난드 마르코스
- 이멜다 마르코스